# Иванов, Сергей Анатольевич (штабс-капитан)
Сергей Анатольевич Иванов (1894 — 1916) — штабс-капитан 134-го пехотного Феодосийского полка, герой Первой мировой войны.

## Биография
Происходил из дворян Тверской губернии. Сын полковника. Уроженец Киевской губернии.
В 1913 году окончил Киевское 1-е реальное училище и поступил в Киевский политехнический институт.
С началом Первой мировой войны поступил в 1-е Киевское военное училище, по окончании ускоренного курса которого 1 декабря 1914 года был произведен в прапорщики. Состоял в 134-м пехотном Феодосийском полку. Удостоен ордена Св. Георгия 4-й степени
За то, что 9 мая 1915 года, при атаке укрепленной позиции у с. Конюшки Семеновские, под губительным огнем, выбил противника из окопов и захватил действующий пулемет.
Пожалован Георгиевским оружием
За то, что, будучи в чине прапорщика, в бою 31 августа 1915 года у дер. Хотовице, не взирая на убийственный огонь противника довел роту до штыкового удара, захватив деревню, отразил контр-атаку противника, взял действующие и упорно защищаемые два пулемета и 200 нижних чинов пленными. Заметив обход, лично с горстью людей своей роты, бросился в атаку и был ранен тремя пулями.
Произведен в подпоручики 17 октября 1915 года, в поручики — 18 апреля 1916 года. Убит 28 июля 1916 года. Посмертно произведен в штабс-капитаны 8 ноября 1916 года «за отличия в делах против неприятеля».
Был похоронен на Зверинецком кладбище.

## Награды
- Орден Святого Георгия 4-й ст. (ВП 17.10.1915)
- Орден Святого Станислава 3-й ст. с мечами и бантом (ВП 25.07.1916)
- Георгиевское оружие (ВП 15.11.1916)